# فرودگاه دورادوس
فرودگاه دورادوس (به انگلیسی: Dourados Airport) (به زبان بومی: Aeroporto Francisco de Matos Pereira) یک فرودگاه همگانی مسافربری با کد یاتا DOU است که یک باند فرود آسفالت دارد و طول باند آن ۱۹۴۳ متر است. این فرودگاه در کشور برزیل قرار دارد و در ارتفاع ۴۵۸ متری از سطح دریا واقع شده‌است.

## شرکت‌های هواپیمایی و مقصدهای پروازی
| شرکت‌های هواپیمایی     | مقصدهای پروازی     |
| --------------------- | ------------------ |
| آزول برزیلین ایرلاینز | ویراکوپوس-کامپیناس |